# Molibdatno crvenilo
Molibdatno crvenilo sastoji se od čvrste otopine olovnog kromata, olovnog molibdata i olovnog sulfata, pa trgovački proizvod približno odgovara jednadžbi 7 PbCrO4∙PbMoO4∙PbSO4. Poznat je i molibdatni narančasti pigment, koji se od molibdatnog crvenila razlikuje samo po veličini svojih čestica. Ti su pigmenti u mnogo čemu slični kromovu žutilu. Pripravljaju se u stvari jednako, taložnom reakcijom olovnog nitrata, alkalijskog dikromata i amonijevog molibdata u prisutnosti sulfatne kiseline ili natrijevog sulfata. Da bi se dobio svjetlostalan pigment otporan prema povišenim temperaturama, sumporovom dioksidu i drugim kemikalijama, on se mora stabilizirati. To se prema patentiranim postupcima provodi obradom anorganskim spojevima silicija, titanija, aluminija, barija i drugim. 
Molibdatni crveni i narančasti pigmenti mogu se po svojim svojstvima mjeriti s kromovim žutilom, a u prednosti su pred kromovim narančastim pigmentom zbog veće svjetloće boje i bolje pokrivne moći. Međutim, umjereno su osjetljivi prema djelovanju kiselina i alkalija. 
Molibdatno crvenilo jedan je od najvažnijih anorganskih crvenih pigmenata. Molibdatni se pigmenti upotrebljavaju u prvom redu u pripravi boja za ličenje i lakova sušivim na zraku i u peći. Stoga su, između ostalog, prikladni za proizvodnju obojenih lakova za vozila, industrijske i poljoprivredne strojeve i slično. Osim toga, molibdatni pigmenti služe za pripravu tiskarskih boja, posebno ofsetnih, te u naličima za emajl i za bojenje polimernih materijala (polivinilnih, polietilenskih). Često se upotrebljavaju smjese molibdatnih s organskim pigmentima i tako povezuju dobra svojstva anorganskih pigmenata (pokrivnost) s odlikama organskih pigmenata kao što je briljantnost tona. Molibdatni i organski pigmenti dispergiraju se zasebno jer se molibdatni pigmenti dispergiraju mnogo lakše od organskih, a njihovim dužim dispergiranjem razbija se zaštitni sloj dobiven površinskom obradom i mijenja se nijansa pigmenta prema svjetlijem tonu.

## Otrovnost
Molibdatno crvenilo smatra se kancerogenim i otrovnim (toksičnim) za reprodukciju te se stoga više ne koristi u Europi.